# Накаумі
Накаумі (яп. 中海 (なかうみ、なかのうみ), кириліз.: Накаумі, наканоумі) — озеро, що межує з містами Мацуе та Ясугі префектури Сімане, а також містами Сакаімінато та Йонаго префектури Тотторі. Воно є частиною головної течії річки Хіі, яка сполучена з Японським морем (затокою Міхо) через канал Сакай на сході і з озером Шінджі через річку Охаші на заході. Озеро Шінджі і море Нака є одними з небагатьох з'єднаних солонуватих озер в Японії. Є в списку озер з Закону «Про спеціальні заходи щодо збереження якості озерної води».

## Географія
Воно лежить у східній частині префектури Сімане та західній частині префектури Тотторі. Це озеро оточене півостровами Юміґахама та Сімане і є п'ятим за площею озером у Японії (див. список озер і боліт Японії в порядку площі). Максимальна глибина раніше була встановлена на рівні 17,1 метра, але була переглянута до 18,4 метра у 2024 році після повторного дослідження, проведеного Управлінням геопросторової інформації Японії (GSI). Найглибша частина цієї ділянки була розширена під час будівництва меліоративних проектів у 1960-х і 1970-х роках і, як вважають, була поглиблена штучно.
Це солонувате озеро із середньою солоністю приблизно вдвічі меншою за солоність морської води. Населене такими видами як ямато корбікула, причому в тих самих місцях живуть і морські, і прісноводні риби.
Річка Хіі використовується як річка, яка попереджає про повінь, а озеро Накаумі використовується для спостереження за рівнем води для прийняття рішення про евакуацію
На озері розташовані острови Ешіма і Дайкондзіма, які відносться до району Яцука міста Мацуе, Черепаший острів, що належить до міста Ясугі. Ешіма і місто Сакаймінато, префектура Тотторі, з'єднані між собою мостом Ешіма.
Внутрішні порти включають порт Ясугі та порт Йонаго. Уздовж узбережжя є інші портові споруди, такі як рибальські порти Сакіцу та Маватарі.